# Francesco Perilli (artista)
Francesco Perilli (Nereto, 4 ottobre 1949) è un artista italiano.

## Biografia
Francesco Perilli è un pittore e scultore italiano che vive e lavora a Nereto in provincia di Teramo.
Figlio di un ebanista, Francesco Perilli vive la sua giovinezza nel periodo della ricostruzione postbellica.
Non ha la possibilità di studiare e apprende i primi rudimenti dell'arte dal padre. Nel 1965 va "a bottega" da un ceramista di Nereto e in seguito frequenta lo scultore ascolano Giuseppe Marinucci. 
La sua formazione non accademica viene completata dalla frequentazione di numerosi intellettuali e artisti, tra cui Pietro Annigoni, Federico Zeri, Domenico Guzzi, Carlo Levi, Dacia Maraini, Ermanno Olmi, Carlo Lizzani, Nanni Loy.
La sua corrente artistica di riferimento è il Neutral-ism, o Arte Neutralista, di cui Francesco Perilli stesso ha redatto il manifesto.
Le sue opere sono esposte in molti paesi: dall'Italia alla Bosnia, alla Cina, all'Australia, al Sudafrica, al Canada, agli USA.
Nel 2013 Francesco Perilli con il patrocinio del Centro Studi sul Multiculturalismo e dell'Istituto Nazionale di Cultura, organizza la prima Biennale International Tattoo un'iniziativa internazionale che si concluderà nel 2015 e che si propone per la prima volta al mondo di annoverare i capolavori dell'arte del tatuaggio nel panorama più ampio dell'arte contemporanea. Con questa iniziativa Francesco Perilli con l'ausilio di una giuria critica internazionale, vuole rivalutare la pratica del tatuaggio come forma di espressione artistica e culturale, evidenziandone l'aspetto storico-antropologico e la varietà dei procedimenti di realizzazione ed individuandone la qualità delle modalità tecniche di esecuzione e il valore dei contenuti.

## Il monumento al multiculturalismo
La più famosa opera di Francesco Perilli è il Simbolo monumentale del multiculturalismo.
Si tratta di una scultura bronzea che ritrae una figura umana in una sfera.
La figura umana rappresenta l'uomo universale, infatti è raffigurata senza lineamenti per evitare riferimenti che possano associarla a una specifica etnia. La sfera rappresenta il globo terrestre, con otto meridiani tirati verso l'alto da colombe. Le colombe e l'uomo sono rappresentati nello sforzo di unire la sfera. 
L'obiettivo di questo progetto è quello di gemellare idealmente i continenti del mondo sotto il segno del multiculturalismo, collocando una copia del monumento nelle diverse parti del mondo. 
Ad oggi (2012) la scultura è già stata installata a Toronto in Canada, a Los Angeles in California, a Sarajevo in Bosnia-Erzegovina, a Changchun in Cina e a Buffalo City in Sudafrica.
Del Simbolo del multiculturalismo è visibile una copia di dimensioni ridotte all'ingresso del paese natale di Francesco Perilli, Nereto, così come un'altra copia è nella vicina cittadina di Giulianova, sul lungomare  Zara di Giulianova Lido , dono del Rotary Club International Teramo Est